# Valroufié
Valroufié korábbi község Franciaországban, Lot megyében. Lakosainak száma 448 fő (2018. január 1.). Valroufié Cours, Francoulès, Lamagdelaine, Laroque-des-Arcs, Maxou, Vers és Saint-Pierre-Lafeuille községekkel határos.
2017. január 1-jén Cours és Laroque-des-Arcs korábbi községgel egyesült és az így létrejött Bellefont-La Rauze új község része lett.

## Népesség
A település népessége az elmúlt években az alábbi módon változott:
| Lakosok száma | 137  | 168  | 310  | 365  | 351  | 429  | 433  | 440  | 446  | 448  |
|               | 1968 | 1975 | 1982 | 1990 | 1999 | 2011 | 2013 | 2015 | 2017 | 2018 |